# Aleksandr Moguilevski
Aleksandr Moguilevski   (Odessa, 15 de gener de 1885 (Julià) - Tòquio, 7 de març de 1953), nom complet amb patronímic Aleksandr Iàkovlevitx Moguilevski, rus: Александр Яковлевич Могилевский, fou un violinista de concerts clàssic i director de la Banda Kremlin per al Tsar Nicolau II.
Nascut a Odessa el 1885, Moguilevski es va traslladar a Moscou el 1898 per estudiar música al prestigiós Conservatori de Música de Moscou, on es va graduar primer a la seva classe. Moguilevski va ser un estudiant, col·lega i amic íntim d'Aleksandr Skriabin, amb qui va viatjar el 1910 en una gira organitzada pel director Serge Koussevitzky.
El 1929,Moguilevski va conèixer i es va casar amb Nadejda Nikolayevna de Leuchtenberg, que el va acompanyar al piano quan els dos van començar el que havia de ser una gira mundial. La gira va començar a l'Extrem Orient, amb concerts a Singapur, les Índies Orientals Holandeses (ara Indonèsia) i Japó. Es van divorciar el 1938.
Un dels estudiants més famosos de Moguilevski va ser Shinichi Suzuki (a qui va ensenyar a Tòquio, vers el 1931), l'inventor del mètode internacional suzuki d'educació musical.
Moguilevski va morir al Japó el 1953, a l'edat de 67 anys.
Ievgueni Moguilevski és el net del seu germà.